# Седдон, Джимми
Джеймс Се́ддон (англ. James Seddon; 20 мая 1895 — 21 октября 1971), более известный как Джи́мми Седдон (англ. Jimmy Seddon) — английский футболист, хавбек. Всю свою профессиональную карьеру провёл в клубе «Болтон Уондерерс». Также выступал за сборную Англии.

## Клубная карьера
Уроженец Болтона, Седдон начал футбольную карьеру в юношеских командах «Тринити» и «Хамилтон Сентрал». В 1912 году его пригласили играть за резервную команду клуба «Болтон Уондерерс». В феврале 1914 года он дебютировал в основном составе «Болтон Уондерерс» в матче против «Мидлсбро». После начала войны вступил в ряды Британской армии. Во время прохождения службы во Франции у него развилась траншейная стопа. Несмотря на это, после окончания войны он вернулся в «Болтон Уондерерс» и стал игроком основного состава. Помог команде трижды выиграть Кубок Англии. В 1923 году «Болтон Уондерерс» сыграл на только что открытом стадионе «Уэмбли» в легендарном «финале белой лошади», обыграв «Вест Хэм Юнайтед» со счётом 2:0. Три года спустя «рысаки» с минимальным обыграли «Манчестер Сити». А ещё три года спустя в финале Кубка Англии 1929 года Седдон был уже капитаном «Уондерерс», обыгравшего «Портсмут» со счётом 2:0. Свой последний матч за «рысаков» Седдон провёл в январе 1932 года. В общей сложности провёл за «Болтон Уондерерс» 375 матчей и забил 5 голов. Весной 1932 года покинул клуб в качестве свободного агента.
В 1934 году провёл два матча за клуб «Моссли» в лиге Чешира.

## Карьера в сборной
10 мая 1923 года дебютировал за сборную Англии в товарищеском матче против сборной Франции. В том же году провёл за сборную ещё три товарищеских матча (дважды против Швеции и против Бельгии). В 1927 году сыграл против сборной Уэльса, а в 1929 году — против сборной Шотландии.

### Список матчей за сборную
| № | Дата            | Стадион                          | Соперник  | Результат | Турнир                                      |
| - | --------------- | -------------------------------- | --------- | --------- | ------------------------------------------- |
| 1 | 10 мая 1923     | «Персен», Париж                  | Франция   | 4:1       | Товарищеский матч                           |
| 2 | 21 мая 1923     | «Олимпийский стадион», Стокгольм | Швеция    | 4:2       | Товарищеский матч                           |
| 3 | 24 мая 1923     | «Олимпийский стадион», Стокгольм | Швеция    | 3:1       | Товарищеский матч                           |
| 4 | 1 ноября 1923   | «Босёйлстадион», Антверпен       | Бельгия   | 2:2       | Товарищеский матч                           |
| 5 | 12 февраля 1927 | «Рейскорс Граунд», Рексем        | Уэльс     | 3:3       | Домашний чемпионат Великобритании 1926/1927 |
| 6 | 13 апреля 1929  | «Хэмпден Парк», Глазго           | Шотландия | 0:1       | Домашний чемпионат Великобритании 1928/1929 |

Итого: 6 матчей / 0 голов; 3 победы, 2 ничьих, 1 поражение

## Тренерская карьера
Завершив игровую карьеру, Седдон стал тренером. Он работал в тренерском штабе нидерландского клуба «Дордрехт», был скаутом в «Болтон Уондерерс», затем тренером в «Уиком Уондерерс», «Олтрингеме», «Саутпорте» и «Ливерпуле».
Впоследствии управлял отелем «Скарисбрик» в Саутпорте.

## Достижения
Болтон Уондерерс
- Обладатель Кубка Англии (3): 1923, 1926, 1929